# Турецкая Википедия
Турецкая Википедия (тур. Türkçe Vikipedi) — раздел Википедии на турецком языке. Крупнейший раздел на тюркских языках.

## История

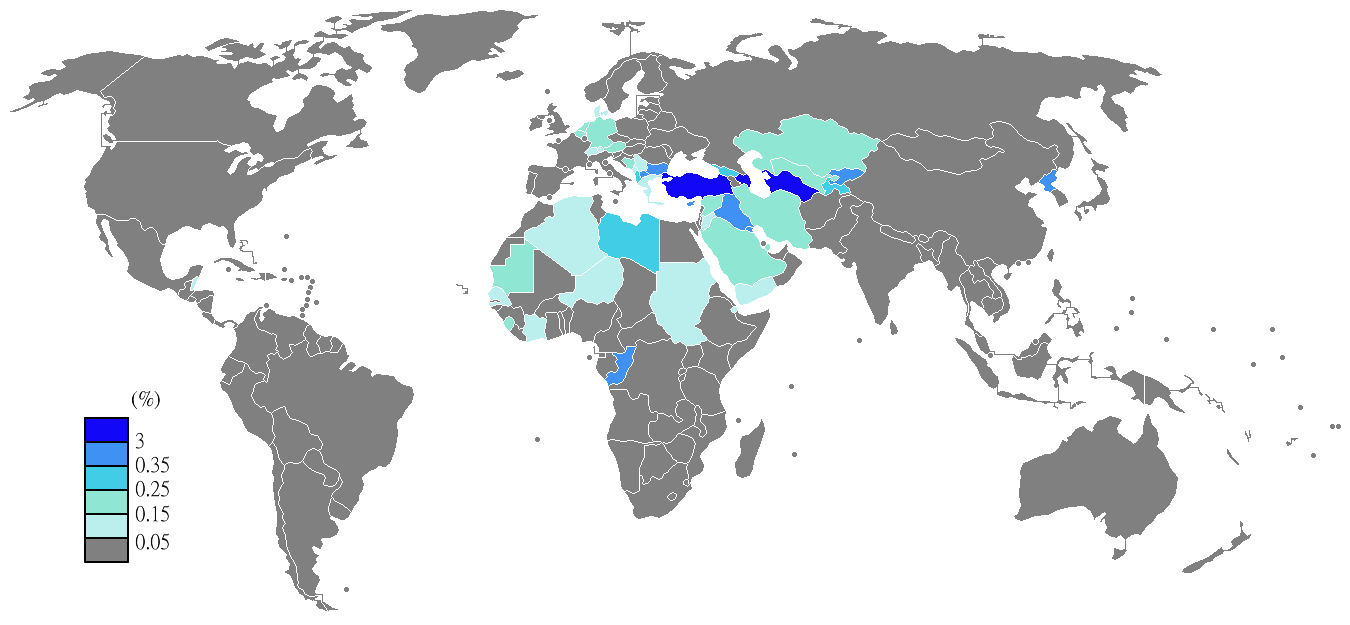
Просмотр турецкого раздела Википедии в % по странам

Создан 5 декабря 2002 года. Первая статья написана о Чингисхане в марте 2003 года, но сотая статья была создана лишь в январе 2004 года. После этого началось уверенное развитие: в июле 2004 года раздел перешагнул рубеж в 1000 статей, а ноябре 2005 года — 10 000 статей.
В ноябре 2006 года турецкая Википедия номинировалась, а в январе 2007 года завоевала премию «Золотой Паук» (тур. Altın Örümcek), аналог русской Премии Рунета, в разделе «наука».
В марте 2007 года турецкий раздел стал 25-м, который преодолел рубеж в 50 тысяч статей.
9 декабря 2012 года была написана 200 000-я статья.
29 апреля 2017 года, около 8 часов утра по местному времени, в рамках административной меры местных властей, в соответствии с законом 5651, регулирующим сферу интернет-вещания, на территории Турции заблокирован доступ ко всем языковым разделам Википедии. К тому моменту турецкий раздел Википедии содержал 291 552 статей, было зарегистрировано 961 666 участников, из них 3255 совершили какое-либо действие за последние 30 дней, 28 участников имели статус администратора. Общее число правок составляло 19 532 294. Раздел занимал 29 место по количеству статей среди всех разделов.
13 октября 2017 года — 300 000 статей.

27 апреля 2021 года — 400 000 статей

## Блокировка

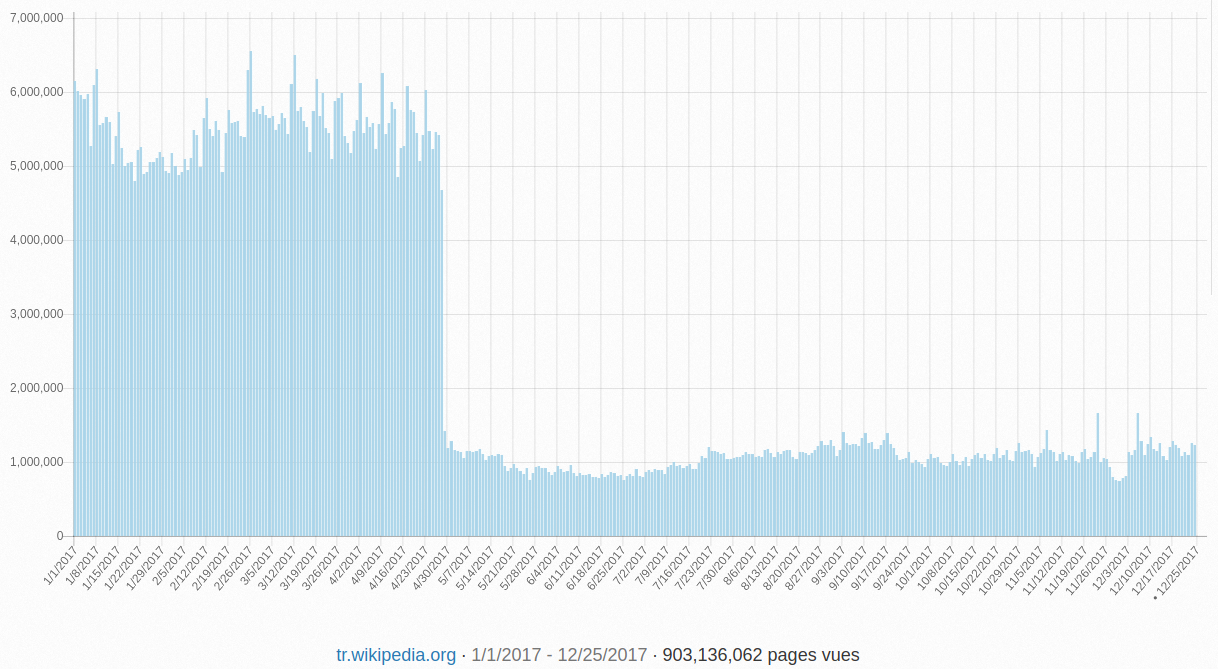
Статистика посещений турецкого раздела Википедии в 2017 году. После блокировки количество посещений упало на 80 %.

29 апреля 2017 года доступ ко всем языковым разделам Википедии с территории Турции был заблокирован. В связи с этим в левом верхнем углу на сайте Турецкой Википедии вместо слова «Википедия» было написано «2 yıldır özlüyoruz», что в переводе означает «Мы скучаем 2 года».
После блокировки Википедии на территории Турции её посещаемость заметно упала, но не прекратилась. Так, многие пользователи и турецкие википедисты обходили блокировку при помощи VPN. Правительство Турции это заметило и стремилось ограничить использование обхода блокировки. Помимо этого, турецкий раздел поддерживает крупная турецкая диаспора, живущая за пределами Турции в Европе. Несмотря на то, что по состоянию на 2018 год статьи, к которым турецкое правительство предъявляло претензии, были исправлены, Турция по-прежнему не была намерена снимать блокировку с онлайн-энциклопедии. Редакция сайта Т24 заметила, что блокировка Википедии стала серьёзным ударом для турецких студентов и учителей, так как онлайн-энциклопедия была фактически единственным популярным в Турции источником, где исторические факты и события преподносились без цензуры и пропаганды, в соответствии с нейтральной точкой зрения. Помимо этого, турецкие википедисты вносили существенный вклад в доработку статей о Турции, её истории и культуре в иноязычных разделах Википедии. После блокировки википедии в Турции, её основной читательской аудиторией стали представители турецкой диаспоры в Германии.
26 декабря 2019 года Конституционный суд Турции признал незаконной блокировку Википедии в Турции. С 16 января 2020 года в Турции вновь открыт доступ к Википедии.

## Статистика
По состоянию на 10:26 (UTC) 16 июля 2025 года раздел содержит 642 262 статьи, занимая по этому параметру 25-е место среди всех языковых разделов.
В разделе зарегистрировано 1 695 875 участников, 23 из них имеют статус администратора; 5424 участника совершили какие-либо действия за последние 30 дней; общее число правок за время существования раздела составляет 35 629 359.
Данный раздел использует принцип добросовестного использования (fair use). В настоящее время общее количество загруженных в раздел файлов составляет 43 521.
Турецкая Википедия имеет один из лучших показателей среди крупных разделов Википедии по показателю «глубины».
| Статистика просмотра турецкой википедии по странам до 2017 года                                 | Статистика просмотра турецкой википедии по странам до 2017 года | Статистика просмотра турецкой википедии по странам до 2017 года | Статистика просмотра турецкой википедии по странам до 2017 года | Статистика просмотра турецкой википедии по странам до 2017 года |
| ----------------------------------------------------------------------------------------------- | --------------------------------------------------------------- | --------------------------------------------------------------- | --------------------------------------------------------------- | --------------------------------------------------------------- |
| Tурция                                                                                          |                                                                 |                                                                 | 88.6 %                                                          |                                                                 |
| Германия                                                                                        |                                                                 |                                                                 | 2.5 %                                                           |                                                                 |
| Aзербайджан                                                                                     |                                                                 |                                                                 | 1.6 %                                                           |                                                                 |
| США                                                                                             |                                                                 |                                                                 | 1.3 %                                                           |                                                                 |
| Голландия                                                                                       |                                                                 |                                                                 | 0.7 %                                                           |                                                                 |
| Франция                                                                                         |                                                                 |                                                                 | 0.7 %                                                           |                                                                 |
| Другие страны                                                                                   |                                                                 |                                                                 | 4.6 %                                                           |                                                                 |
| Wikimedia Traffic Analysis Report – Page Views Per Wikipedia Language – Breakdown, Februar 2017 |                                                                 |                                                                 |                                                                 |                                                                 |

| Самые популярные языковые разделы википедии в Турции до 2017 года                              | Самые популярные языковые разделы википедии в Турции до 2017 года | Самые популярные языковые разделы википедии в Турции до 2017 года | Самые популярные языковые разделы википедии в Турции до 2017 года | Самые популярные языковые разделы википедии в Турции до 2017 года |
| ---------------------------------------------------------------------------------------------- | ----------------------------------------------------------------- | ----------------------------------------------------------------- | ----------------------------------------------------------------- | ----------------------------------------------------------------- |
| турецкая википедия                                                                             |                                                                   |                                                                   | 79.3 %                                                            |                                                                   |
| английская википедия                                                                           |                                                                   |                                                                   | 17.0 %                                                            |                                                                   |
| арабская википедия                                                                             |                                                                   |                                                                   | 1.1 %                                                             |                                                                   |
| на остальных языках                                                                            |                                                                   |                                                                   | 2.6 %                                                             |                                                                   |
| Wikimedia Traffic Analysis Report – Wikipedia Page Views Per Country – Breakdown, Februar 2017 |                                                                   |                                                                   |                                                                   |                                                                   |

| Статистика просмотра турецкой википедии по странам после её блокировки в Турции              | Статистика просмотра турецкой википедии по странам после её блокировки в Турции | Статистика просмотра турецкой википедии по странам после её блокировки в Турции | Статистика просмотра турецкой википедии по странам после её блокировки в Турции | Статистика просмотра турецкой википедии по странам после её блокировки в Турции |
| -------------------------------------------------------------------------------------------- | ------------------------------------------------------------------------------- | ------------------------------------------------------------------------------- | ------------------------------------------------------------------------------- | ------------------------------------------------------------------------------- |
| Германия                                                                                     |                                                                                 |                                                                                 | 53.8 %                                                                          |                                                                                 |
| США                                                                                          |                                                                                 |                                                                                 | 8.7 %                                                                           |                                                                                 |
| Азербайджан                                                                                  |                                                                                 |                                                                                 | 5.5 %                                                                           |                                                                                 |
| Голландия                                                                                    |                                                                                 |                                                                                 | 5.0 %                                                                           |                                                                                 |
| Турция                                                                                       |                                                                                 |                                                                                 | 4.6 %                                                                           |                                                                                 |
| Франция                                                                                      |                                                                                 |                                                                                 | 3.8 %                                                                           |                                                                                 |
| другие страны                                                                                |                                                                                 |                                                                                 | 18.6 %                                                                          |                                                                                 |
| Wikimedia Traffic Analysis Report – Page Views Per Wikipedia Language – Breakdown, März 2018 |                                                                                 |                                                                                 |                                                                                 |                                                                                 |

| Самые популярные языковые разделы википедии в Турции после её блокировки                    | Самые популярные языковые разделы википедии в Турции после её блокировки | Самые популярные языковые разделы википедии в Турции после её блокировки | Самые популярные языковые разделы википедии в Турции после её блокировки | Самые популярные языковые разделы википедии в Турции после её блокировки |
| ------------------------------------------------------------------------------------------- | ------------------------------------------------------------------------ | ------------------------------------------------------------------------ | ------------------------------------------------------------------------ | ------------------------------------------------------------------------ |
| английская википедия                                                                        |                                                                          |                                                                          | 48.0 %                                                                   |                                                                          |
| турецкая википедия                                                                          |                                                                          |                                                                          | 41.2 %                                                                   |                                                                          |
| арабская википедия                                                                          |                                                                          |                                                                          | 1.8 %                                                                    |                                                                          |
| на остальных языках                                                                         |                                                                          |                                                                          | 9.0 %                                                                    |                                                                          |
| Wikimedia Traffic Analysis Report – Wikipedia Page Views Per Country – Breakdown, März 2018 |                                                                          |                                                                          |                                                                          |                                                                          |